# Egumbia
Aslauga là một chi bướm ngày thuộc họ Lycaenidae.